# Beach volley 4x4 ai Giochi mondiali sulla spiaggia
Il beach volley 4x4 è stato inserito nel programma dei Giochi mondiali sulla spiaggia sin dalla prima edizione che si è svolta nel 2019. Sono previsti due tornei, uno maschile e uno femminile.

## Torneo maschile
| 2019 Dettagli | Doha | Stati Uniti | 2 – 0 | Qatar | Indonesia | 2 – 1 | Polonia |

## Torneo femminile
| 2019 Dettagli | Doha | Stati Uniti | 2 – 0 | Brasile | Canada | 2 – 1 | Australia |